# Apollinaris Synkletika
Svatá Apollinaris Synkletika či Apollinária nebo Dorotheus byla egyptská poustevnice žijící v 5. století.

## Život
Narodila se jako dcera Anthemiase, prokonsula Byzantské říše za vlády císaře Theodosia II.
Odmítla manželství a požádala rodiče o svolení, aby mohla odejít na pouť po svatých místech východu. Když přišla z Jeruzaléma do Alexandrie, oblékla si prostý mnišský šat a odešla do samoty, kde několik strávila v modlitbě a půstu. Ve snu se jí zjevil anděl a řekl jí, aby šla do kláštera Sketis, který byl pod duchovním vedením svatého Makaria Velikého. Vydávala se za muže a přijala jméno Dorotheus. Svatý Makarius ji přijal jako jednoho z bratří.
Rodiče svaté Apollinárie měli ještě jednu dceru, která byla posedlá démony. Přivedli ji proto za svatým Makariem, který ji vzal za Dorotheusem (Apollinárií). Po jejích modlitbách byla její sestra uzdravena. Vrátila se domů a za nějaký čas ji napadl démon a ona otěhotněla. Démon ji řekl, že jej za ní poslal Dorotheus. Rozzlobení rodiče poslali vojáky do kláštera, aby našli toho, kdo jí to udělal. Apollinária vzala vinu na sebe, rodičům prozradila své tajemství, uzdravila sestru a odešla zpět do Sketis.
Krátce nato zemřela v roce 470. Teprve po smrti Dorothea bylo odhaleno, že „on“ byl ve skutečnosti žena. Pohřbena byla v jeskyni kláštera svatého Makaria v Egyptě.
Její svátek se slaví 5. ledna.